# Lagenida
A Lagenida a Rhizaria likacsosházúak közé tartozó rendje egylamellás házakkal, optikailag és ultraszerkezetileg kisugárzó kalcitfalakkal, melyek krisztallográfiai c-tengelyei felszínükre merőlegesek. Először a felső szilurban jelentek meg, és máig élnek fajai. 2 főcsaládba osztják, ezek a felső szilurtól az albiig terjedő régebbi Robuloidacea és az újabb, a permtől a holocénig tartó Nodosariacea.
Növekedése a Fusulinidáénál kevésbé volt érzékeny az oxigénszintre, ez magyarázhatja azt, hogy míg a Fusulinida kihalt a perm–triász kihalási esemény alatt, a Lagenida túlélte azt.

## Történet
Első leírt nemzetsége a Lagena Walker et Jacob 1798.
Első leírt főcsaládja a Nodosariacea, melyet Ehrenberg írt le 1838-ban.
1896-ban írta le először formálisan Delage és Hérouard, azonban Thomas Henry Huxley már 1868-ban írt róluk, és a protozoonok Monerozoa csoportjának Foraminifera kládján belül a Perforatába helyezte.
A Lagenida (alrendje: Lagenina Loeblich et Tappan 1988) a Rotaliida Nodosariacea főcsaládjának kiegészítése, melyben a Treatise on Invertebrate Paleontologyban meghatározott Rotaliinából került ki, és a Robuloidacea Reiss 1963 főcsaláddal együtt alkotja a Lagenida rendet. A Robuloidacea korábban a Fusulinida Parathuramminacea vagy Endothyracea főcsaládjaiba tartozó kládokat tartalmaz.
2015-ben Ruggiero et al. a Globothalameába helyezték, 2019-ben Adl et al. azonban Foraminifera incertae sedisként írták le.

## Morfológia
Háza többkamrás, perforált kalcitfala egylamellás, szorosan egymás melletti egykristálycsoportokból áll a kristályon végig haladó pórusokkal, magnéziumtartalma alacsony – 1 mol Ca-ra 1–20 mmol Mg jut. Meszesedési módja ismeretlen. Háza nagy, sűrűn elhelyezkedő kristálypillérekből áll. Kamraelrendezése egy-, kétsoros vagy planispirális, és előfordulhat transzverzális bordázottság vagy széles gallér. A háznyílás elsődlegesen többszörös. Az üregek távolsága a Tubothalameához hasonlóan a lehető legnagyobb, de kamrái gömbölyűek.
A Nodosariacea kalcitháza hialinos.

## Élőhely
A tengeri batiális bentoszban és a Csendes-óceán abisszális egyenlítői részén, a fémcsomókban gazdag Clarion–Clipperton-zóna területén él.
Ráktestüregekben is élnek.
A Frondicularia egyik faja proloculusa nem rendelkezik alapi résszel vagy tüskével, melyek a Frondicularia filocincta-lektotípusban megtalálhatók.

## Filogenetika
2010-es adatok szerint a Textulariida és a Rotaliida közös kládjának testvércsoportja volt. Nem ismert eredete, mivel kevés a molekuláris módszerekkel azonosított faja. 1993-tól monofiletikusként írták le, bár korábbi művek és korábbi, a likacsosházúak perm–triász határhoz közeli diverzitását leíró művek egyes Lagenida-nemzetségeket a Fusulinidába vagy a Rotaliidába soroltak, befolyásolva a rendszintű kihalási és túlélési eredményeket. Legalább 2 faj – a Nodosaria hoae és a Nodosaria elabugae ismert régebbi csanghszingi és újabb triász rétegekből, így a perm–triász kihalás igazolt túlélője, és lehetővé tette a Lagenida újbóli diverzitásnövekedését. Az egysorozatú fajok mellett a válaszfal nélküli Syzraniida is túlélte a kihalást

## Fosszíliák
Alsó-Ausztriában az alsó badeni és a középső badeni alsó részéből állnak a leggyakoribb felosztás Lagenida-zónái.
Fajai mintegy 71%-a halt ki a perm–triász kihalási esemény első része során, a másodikat csak egy taxon élte túl, de hamar kihalt, viszont a korábbinál egyszerűbb házú új faj jelent meg a késő griesbachiban, így a Lagenida túlélte e kihalást.
A windaliai radiolarit Lagenida-maradványokat is tartalmaz.

## Jelentőség
Sekély vízi fajai a selfösszetételt jelentősen módosíthatják.

## Fordítás
Ez a szócikk részben vagy egészben  a   Lagenida című angol Wikipédia-szócikk ezen változatának fordításán alapul.  Az eredeti cikk szerkesztőit annak laptörténete sorolja fel. Ez a jelzés csupán a megfogalmazás eredetét és a szerzői jogokat jelzi, nem szolgál a cikkben szereplő információk forrásmegjelöléseként.